# 沙冲路街道
沙冲路街道是中华人民共和国贵州省貴陽市南明区下辖的一个街道办事处。
2012年8月14日，贵阳市人民政府通知决定撤销49个街道办事处，设立90个社区服务中心。
2020年1月10日，贵阳市人民政府通知决定撤销社区服务中心，恢复设立街道办事处。

## 行政区划
沙冲路街道下辖以下村级行政区划单位：
锦泰社区、朝阳巷社区、沙冲南路社区、桃园路社区、玉溪巷社区、玉厂路社区、朝阳洞路社区、玉田巷社区、凤凰湾居民委员会。